# Vámossy István
Vámossy István (Tallós, 1862 – 1902 után) orvos.

## Élete
Orvos-sebészeti oklevelét 1886-ban szerezte Bécsben, majd 1891-től Pozsonyban élt.
Pozsony városi tiszti kerületi orvos, irgalmaskórházi főorvos.
Számos orvosi cikket írt.

## Művei
- 1898 A pozsonyi katholikus polgári ápoló intézet. Fennállásának ötszáz éves évfordulója alkalmából. Pozsony. (németül is)
- 1899 Zur letzten Pest-Epidemie in Pressburg. Pozsony.
- 1900 Orvosok és gyógyszerészek Pozsonyban a XII. századtól Torkos Justus Jánosig. Pozsony.
- 1902 Adatok a gyógyászat történetéhez Pozsonyban. Pozsony. (németül is)